# Dolina Dudowa

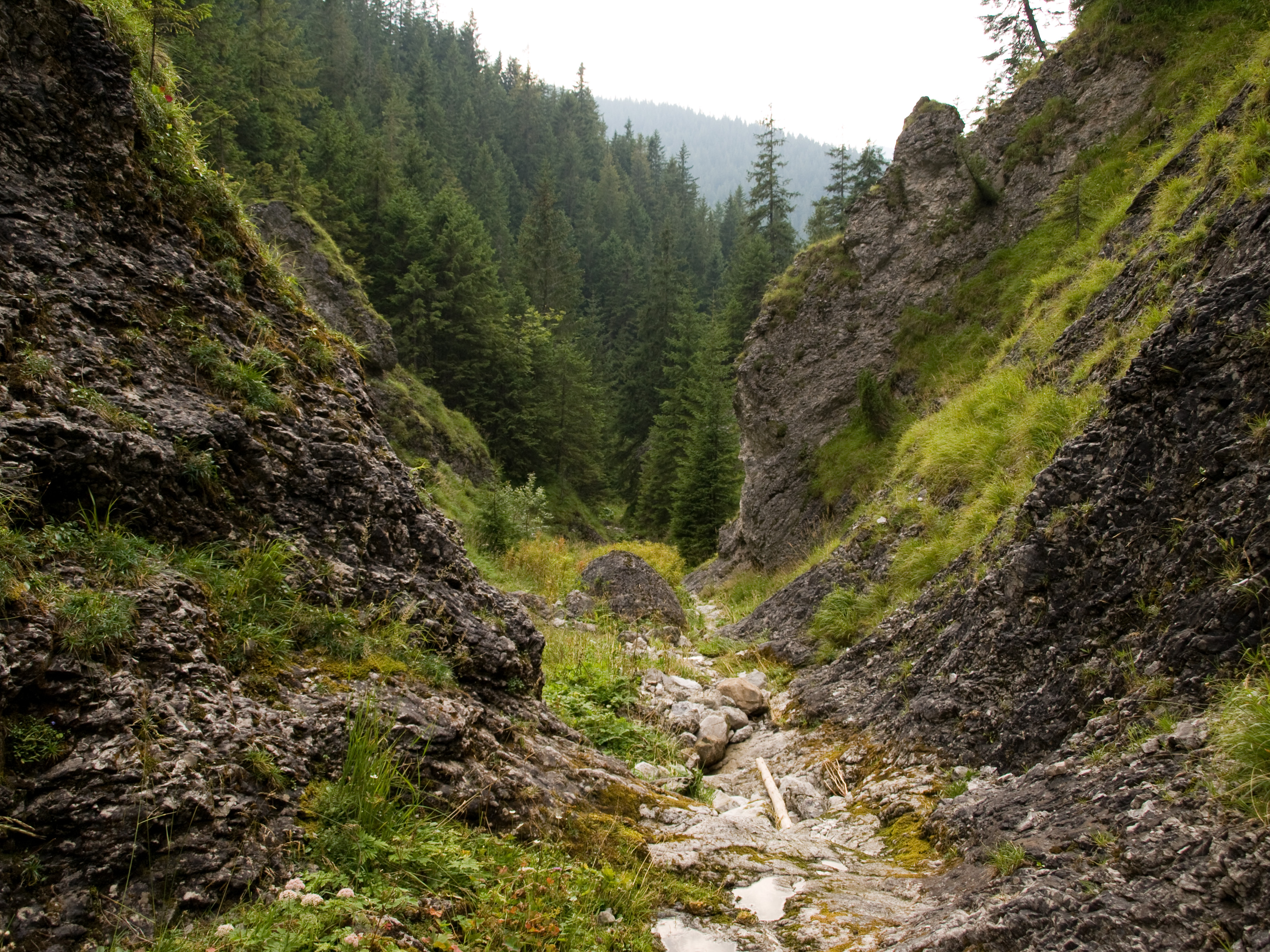
Wąwóz Między Ściany w dolnej części Doliny Dudowej

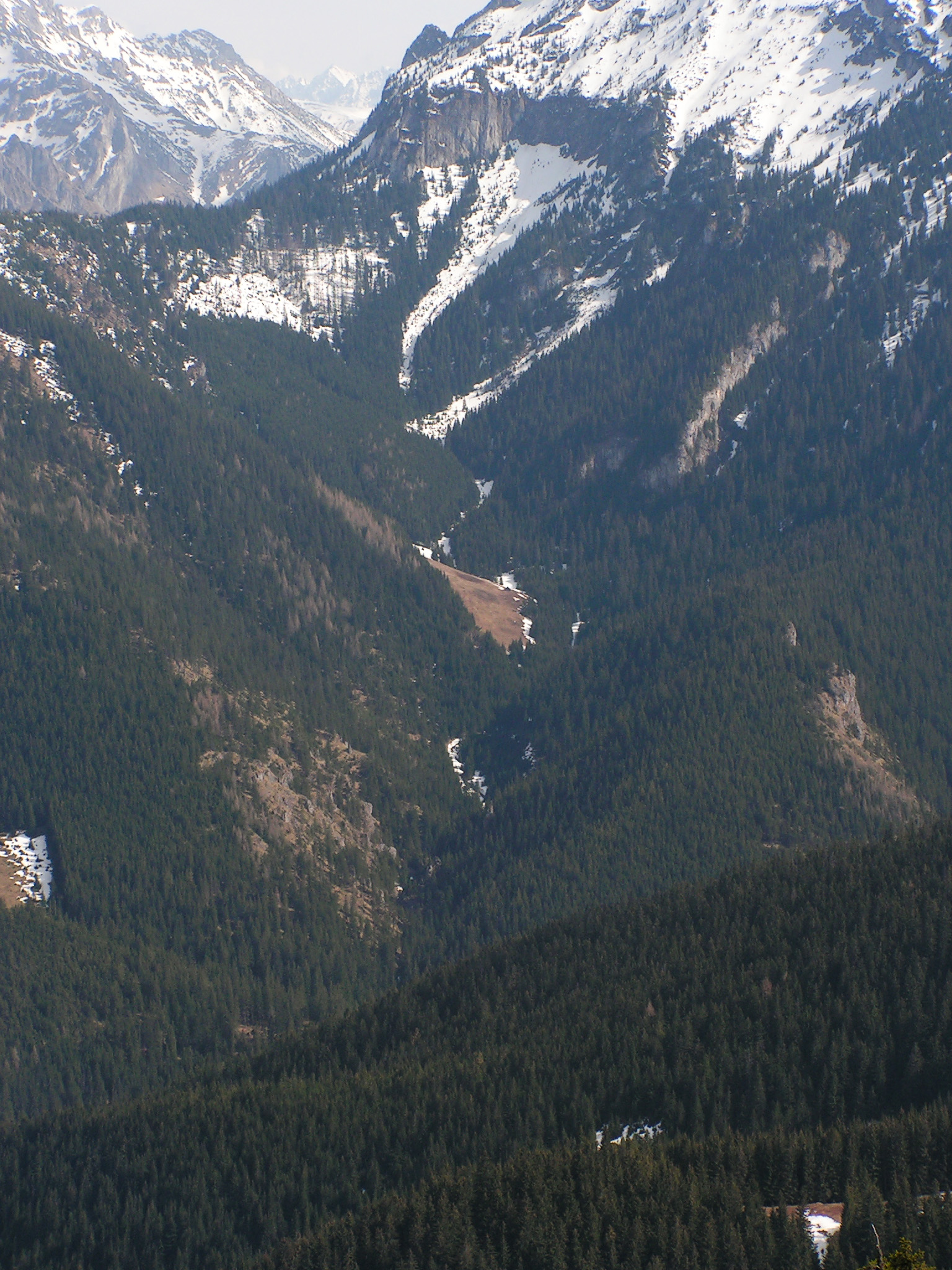
Dolina Dudowa – pośrodku Wyżnia Dudowa Rówień, powyżej ściany Dudowych Spadów

Dolina Dudowa – jedno z orograficznie prawych odgałęzień Doliny Chochołowskiej w Tatrach Zachodnich. Nazwa pochodzi od góralskiego nazwiska Duda. Wylot znajduje się na wysokości 995 m n.p.m., w pobliżu Polany pod Jaworki. Dolina wznosi się w kierunku południowo-wschodnim, podchodząc pod Przełączkę pod Kufą (1476 m). Od południa wznosi się nad nią masyw Kominiarskiego Wierchu (1829 m), opadający wysokimi wapiennymi urwiskami Dudowych Spadów (pomiędzy Kościołem na zachodzie a Kufą na wschodzie). Północne ograniczenie stanowi lesisty grzbiet z Wielkim (1485 m) i Małym Opalonym Wierchem (1448 m), Spaloną Czubą (1257 m) i Jamską Czubą (1108 m).
Dolna część Doliny Dudowej ma postać skalnego wąwozu zwanego Między Ściany, w ścianach którego znajdują się liczne jaskinie. Wyżej rozszerza się, a na jej prawym zboczu rozciąga się rozległa rówień – Wyżnia Dudowa Rówień. Wysoko nad dnem doliny, blisko wylotu, znajduje się polana Jamy. Zarówno polana Jamy, jak i Wyżnia Dudowa Rówień wchodziły w skład Hali Kominy Dudowe. Doliną płynie okresowy Międzyścienny Potok, mający swe źródła na wysokości ok. 1200 m w górnej części Wyżniej Dudowej Równi. W wielu miejscach ginie on pod powierzchnią, a na wysokich do 4,5 m progach wąwozu Między Ściany tworzy okresowe wodospady. W plejstocenie dolina nie była zlodowacona.
W Dolinie Dudowej znajduje się kilkanaście jaskiń, m.in. Nyża w Wąwozie Między Ściany, Schronisko w Międzyścianach I, Schronisko w Międzyścianach II, Schronisko w Międzyścianach „nad II”, Szczelina Zawaliskowa nad Kufą, Schronisko przy Ścianach, Dudowa Studnia, Schronisko Dudowe, Schronisko Dudowe Górne, Schron w Piecach, Jaskinia pod Baranami, Jaskinia Lodowa nad Kufą, Szczelina przy Lodowej nad Kufą i Schron pod Kufą Zachodni.
Ciekawa flora. M.in. stwierdzono tutaj występowanie takich rzadkich w polskich Karpatach roślin, jak: podejźrzon rutolistny, złoć mała i dwulistnik muszy.

## Szlaki turystyczne
– znakowana czarno Ścieżka nad Reglami, rozpoczynająca się powyżej Polany pod Jaworki, przekracza dno Doliny Dudowej blisko jej wylotu, a następnie przechodzi przez Jamskie Siodło do sąsiedniej Doliny Huciańskiej i prowadzi dalej do Doliny Lejowej i Kościeliskiej.
- Czas przejścia z dna Doliny Chochołowskiej na Jamskie Siodło: 15 min, ↑ 10 min
- Czas przejścia z Doliny Kościeliskiej na Jamskie Siodło: 1:55 h, z powrotem tyle samo

Wąwóz Między Ściany oraz górna część Doliny Dudowej nie są udostępnione turystycznie.